# Increase Mather

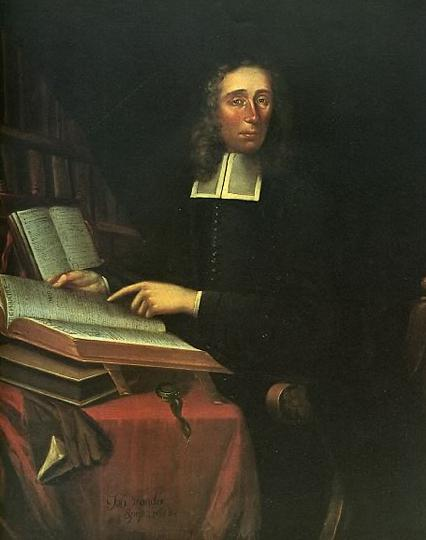
Increase Mather (1688), porträtiert von John van der Spriet

Increase Mather (* 21. Juni 1639 in Dorchester, Massachusetts Bay Colony; † 23. August 1723 in Boston, Province of Massachusetts Bay) war ein puritanischer Pfarrer. Er spielte nicht nur eine politisch bedeutende Rolle in der Geschichte der Kolonie, aus der der heutige US-Bundesstaat Massachusetts hervorging, sondern auch in der Führung des Harvard College und in den Hexenprozessen von Salem. Der Vorname Increase ist die wörtliche Übersetzung des hebräischen Namens Yosëf.

## Frühes Leben
Mather wurde als Sohn des puritanischen Pfarrers Richard Mather und dessen Frau Kathrine Holt Mather geboren. Die Familie war im Zuge der Great Migration aufgrund ihrer religiösen Einstellung gegen die Church of England 1635 ausgewandert. Increase war der jüngste von sechs Brüdern, von denen drei weitere – ebenso wie auch später sein Sohn Cotton Mather – ebenfalls den Beruf des Pfarrers wählten. Sein ältester Bruder war Samuel Mather, der 1650 als einziger der Mathers dauerhaft nach England zurückkehrte und dort als Prediger, später als Autor einer systematischen Abhandlung über die typologische Bibelexegese bekannt wurde.

## Ausbildung
Increase Mather begann 1651 seine Ausbildung am Harvard College, wo er bei Robert Massey studierte, mit dem er zugleich auch ein gemeinsames Zimmer belegte. 1656 erhielt er einen Abschluss als Bachelor of Arts und begann mit seiner Einarbeitung für die Missionsgesellschaft; seine erste Predigt hielt er im Alter von 18 Jahren. Bereits kurz darauf verließ er Massachusetts in Richtung Irland, wo er am Trinity College Dublin studierte und dort 1659 seinen Abschluss als Master of Arts erhielt. Die folgenden drei Jahre verbrachte er als Kaplan einer Garnison auf den Kanalinseln.
Während seines Aufenthalts am Trinity College erhielt er von Oliver Cromwell eine Zulassung als Pfarrer für den Commonwealth und war gleichzeitig für die St. Tida’s Church in Ballyscullion und für die St. Swithan’s Church in Magherafelt zuständig. Nach Cromwells Tod 1659 wurden diese Pfarrstellen voneinander getrennt.
1692 erhielt Mather vom Harvard College die erste Ehrendoktorwürde in der Neuen Welt.

## Leben in Massachusetts

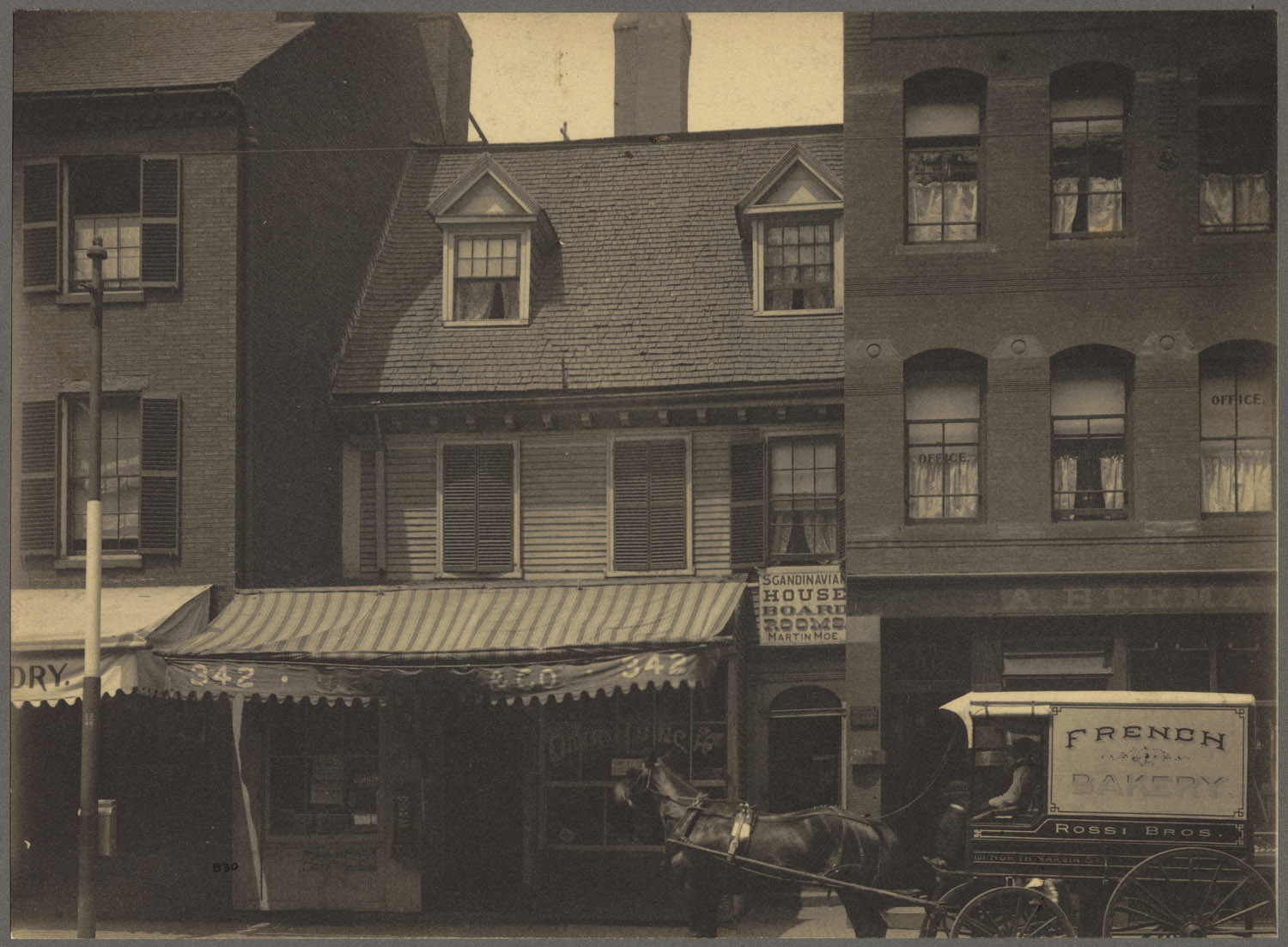
Sein im Jahr 1677 errichtetes Wohnhaus in Boston (Ecke Hanover Street/North Bennet Street) existierte bis in das 20. Jahrhundert hinein.

Mit dem Aufkommen der Stuart-Restauration und dem Wiedererstarken des Anglikanismus kehrte Increase Mather 1661 nach Massachusetts zurück, wo er seine Stiefschwester Maria Cotton heiratete, die Tochter von John Cotton, dessen Witwe Sarah 1656 eine zweite Ehe mit Mathers im Jahr zuvor verwitweten Vater geschlossen hatte. Im Februar 1663 wurde ihr gemeinsamer Sohn Cotton Mather geboren.
Am 27. Mai 1664 erhielt er seine Ordination als Pfarrer der Second Church in Boston, deren Gemeindemitglieder vorwiegend aus der Oberschicht stammten und der auch viele Regierungsbeamte angehörten. Dieses Amt behielt er bis zu seinem Tod und wurde dadurch sowohl religiös als auch politisch gesehen zu einer der einflussreichsten Personen der Kolonie.
1676 veröffentlichte Increase Mather sein Werk A Brief History of the War with the Indians in New-England, das sich mit dem King Philip’s War auseinandersetzte.

### Harvard-Universität
Am 11. Juni 1685 wurde Mather amtierender (acting) Präsident der Harvard University, die zu diesem Zeitpunkt noch das Harvard College war. Etwas mehr als ein Jahr später wurde er am 23. Juli 1686 zum Rektor und am 27. Juni 1692 schließlich zum Präsidenten befördert. Diese Position behielt er bis zum 6. September 1701.
Tatsächlich war er jedoch nur sporadisch auf dem Campus bzw. in der Stadt anwesend; nur zwei der sechs Jahre als Rektor verbrachte er in der Kolonie. Dennoch konnte er einige Veränderungen umsetzen, insbesondere die Wiedereinführung der Unterrichtsfächer Griechisch und Hebräisch, den Austausch klassischer römischer Autoren durch biblische und christliche Schriftsteller im Ethik-Unterricht, eine Pflicht für Studenten, die Kurse regelmäßig zu besuchen und auf dem Campus zu wohnen und zu essen, sowie das Verbot für ältere Studenten, jüngere zu schikanieren.

### Politisches Engagement
Obwohl Politik und puritanisches Religionsverständnis bei Mather stets eng miteinander verbunden waren, trat er erst 1686 im Zusammenhang mit der Außerkraftsetzung der Charta von Massachusetts durch Jakob II. und der Gründung des Dominion of New England politisch in Erscheinung. Das von Gouverneur Edmund Andros geführte Dominion brachte vielfältige Veränderungen mit sich, die in vielen Fällen gegen die Überzeugungen und Ansichten der Puritaner verstießen. Als Increase Mather erfolgreich eine Gegenbewegung zur Aufhebung der Charta ins Leben rief, entging er nur knapp einer Anklage wegen Landesverrat. Daraufhin reiste er – wobei er auf ihn angesetzte Spione austrickste – nach London, um den König von seinen Ansichten zu überzeugen.
Um Unterstützung für seinen Standpunkt zu gewinnen, veröffentlichte Mather Schriften wie A Narrative of the Miseries of New-England, By Reason of an Arbitrary Government Erected there Under Sir Edmund Andros (1688) und A Brief Relation for the Confirmation of Charter Privileges (1691). Er bemühte sich zunächst um die Reaktivierung der alten Charta und den Erlass einer weiteren Charta für Harvard; diese Ziele ließ er jedoch bald fallen und arbeitete stattdessen auf eine neue Charta hin, die alle in der ursprünglichen Charta enthaltenen Rechte garantieren sollte.
Nach der Glorious Revolution und dem Sturz von Andros infolge des Bostoner Aufstands von 1689 erhielt die Kolonie im Jahr 1692 eine neue Charta, die – neben einigen organisatorischen und rechtlichen Änderungen – Massachusetts mit der Plymouth Colony vereinigte. Mather kehrte daraufhin gemeinsam mit dem von ihm ausgewählten neuen Gouverneur William Phips nach Massachusetts zurück, wo sie am 14. Mai 1692 eintrafen.
Die Universitätsleitung in Harvard bestand zunehmend darauf, dass Mather in der Nähe der Hochschule leben sollte. Da er jedoch seine Gemeinde nicht verlassen wollte, trat Mather schließlich vom Amt des Präsidenten zurück.

### Die Hexenprozesse von Salem
Als einflussreicher Mann, der Gouverneur Phips und dessen Vizegouverneur William Stoughton ausgewählt hatte, war Increase Mather ebenfalls in die Hexen-Hysterie in Salem verwickelt. Zu Beginn der gerichtlichen Anhörungen in den Hexenprozessen von Salem schrieb sein Sohn Cotton einen Brief mit dem Titel The Return of Several Ministers Consulted, der zwar zur grundsätzlichen Vorsicht mahnte, jedoch die Verwendung von Wahnvorstellungen als Beweismittel (spectral evidence) nicht verurteilte. Im Juni und Juli 1692 hielt Mather mehrere Predigten, mit denen er die aufgeheizte Stimmung beruhigen wollte.
Im September veröffentlichte er die Schrift Cases of conscience concerning evil spirits, mit der er auf der einen Seite die Richter und die Gerichtsverfahren verteidigte, auf der anderen Seite jedoch die Verwendung von Wahnvorstellungen als zulässiges Beweismaterial scharf verurteilte. Der Text enthält folgenden Satz:

“It were better that Ten Suspected Witches should escape, than that one Innocent Person should be Condemned.”

„Es wäre besser, wenn zehn als Hexen Verdächtigte entkommen, als dass eine unschuldige Person verurteilt würde.“

Dieser Ausdruck wurde 1765 von William Blackstone aufgegriffen und ging leicht verändert als Blackstone-Formel in die Geschichte des Strafrechts ein: „Es ist besser, wenn zehn Schuldige fliehen, als dass ein Unschuldiger leidet.“
Die Reputation von Increase Mather litt weder unter seiner Beteiligung an den Prozessen noch an seiner späteren Weigerung, sie zu verurteilen.

## Spätes Leben

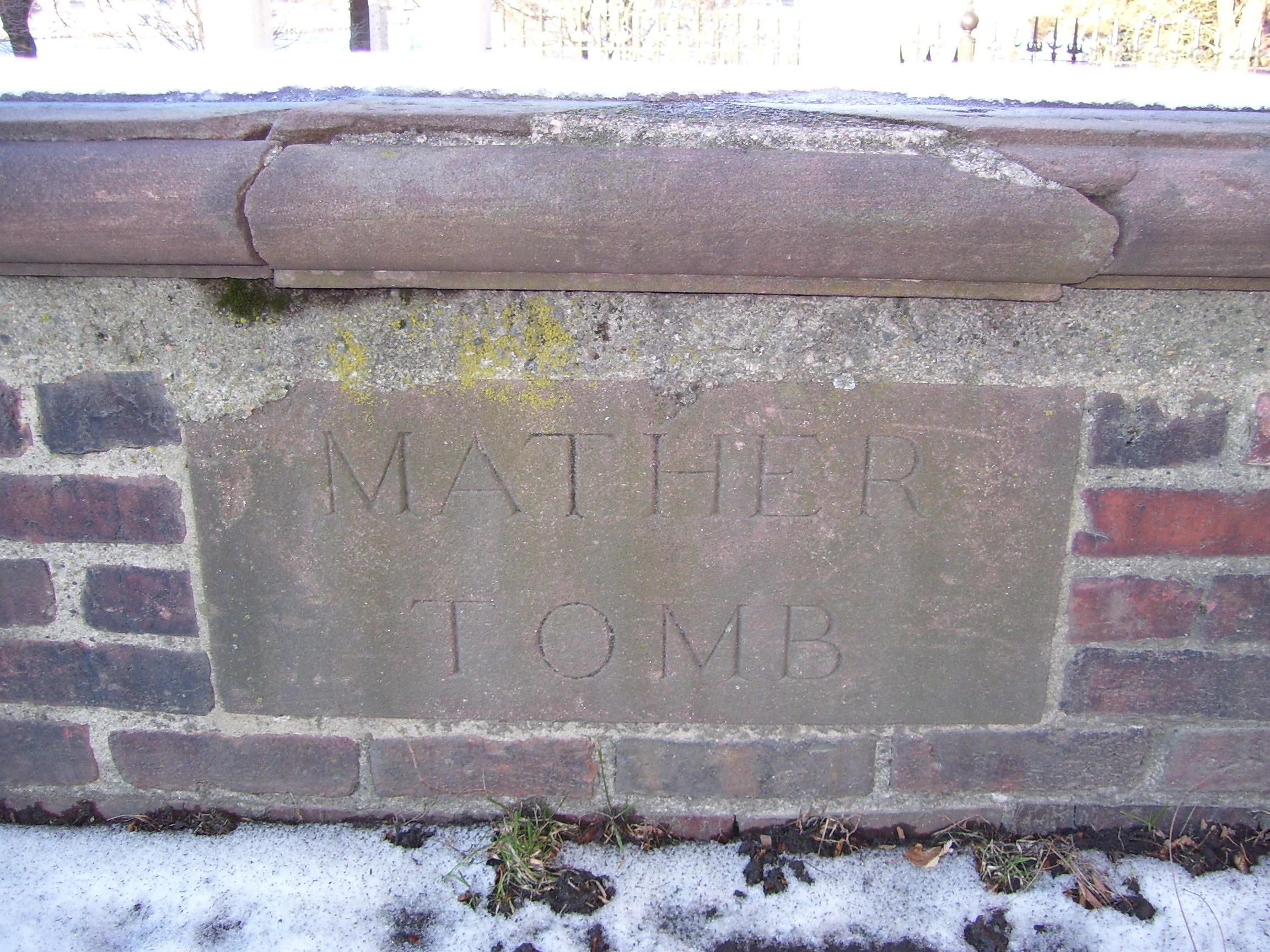
Das Grab von Increase Mather auf dem Copp’s Hill Burying Ground in Boston

Nach dem Tod Marias im August 1714 heiratete Increase Mather erneut. In den folgenden Jahren ging es ihm gesundheitlich immer schlechter; am 27. September 1722 verlor er das Bewusstsein und wurde bettlägerig. Im August 1723 erlitt er ein Versagen der Harnblase und starb drei Wochen später am 23. August 1723. Er wurde auf dem Copp’s Hill Burying Ground in Boston beigesetzt.

## Religiöse Einstellung
Während seines gesamten Lebens war Increase Mather ein strikter Puritaner und demzufolge gegen alles, was subtil oder auch offensichtlich seinen religiösen Glauben in Frage stellte. Er lehnte Alkoholkonsum, unnötige Anstrengungen an Sonntagen sowie prunkvolle Kleidung ab, unterstützte aber die Möglichkeit einer nur partiellen Kirchenmitgliedschaft. Er glaubte fest an die direkte, alltägliche Erscheinung von Gottes Missgunst, die er im Wetter sowie in politischen Situationen, Indianer-Angriffen, Feuerausbrüchen, Fluten und anderen Dingen sah.
Er war stets darum bemüht, andere Leute von seinen Moralvorstellungen zu überzeugen, indem er vor allem die Jeremiade verwendete, um Gleichgültigkeit zu verhindern und Regierungsbeamte dazu zu bewegen, die zu dieser Zeit gültigen öffentlichen Moralvorstellungen durchzusetzen.
In seinen Funktionen an der Harvard-Universität verhinderte er regelmäßig das Aufweichen puritanischer Strenge, wie es bspw. durch den Latitudinarismus während seines Aufenthalts in England aufgekommen war.

## Eigene Werke (Auswahl)
Die wichtigsten unter seinen mehr als 125 veröffentlichten Werken sind:
- The Mystery of Israel’s Salvation (1669)
- The Life and Death of That Reverend Man of God, Mr. Richard Mather (1670)
- Wo to Drunkards: Two sermons Testifying against the Sin of Drunkenness (1673)
- The Day of Trouble Is Near (1674)
- A Discourse concerning the Subject of Baptisme (1675)
- The Wicked Mans Portion (1675)
- Catechismus Logicus (1675), vom Lateinischen ins Englische übersetzt und redigiert von Rick Kennedy und Thomas Knoles, in: Proceedings of the American Antiquarian Society 109 (1999), S. 183–223.
- A Brief History of the Warr With the Indians in New-England (1676)  Online
- An Earnest Exhortation To the Inhabitants of New-England (1676)  Online
- A Relation of the Troubles which Have Hapned in New-England by Reason of the Indians There from the Year 1614 to the Year 1675 (1677)
- A Discourse concerning the Danger of Apostasy (1679)
- The Divine Right of Infant-Baptisme Asserted and Proved from Scripture and Antiquity (1680)
- A Confession of Faith Owned and Consented unto by the Elders and Messengers of the Churches Assembled at Boston (1680)
- Heavens Alarm to the World (1681)
- Diatriba de signo Filii Hominis, et de secundo Messiæadventu; ubi de modo futuræ judæorum conversionis; nec non de signis novissimi diei, disseritur (1682)
- Kometographia, or, A Discourse concerning Comets (1683)
- An Essay for the Recording of Illustrious Providences (1684)
- An Arrow against Profane and Promiscuous Dancing Drawn out of the Quiver of Scriptures (1684)
- The Mystery of Christ Opened and Applyed in Several Sermons concerning the Person, Office, and Glory of Jesus Christ (1686)
- De successu evangelij apud Indos in Novâ-Angliâ epistola (1688)
- A Narrative of the Miseries of New-England, by Reason of an Arbitrary Government Erected There under Sir Edmond Andross (1688)
- Cases of Conscience Concerning Evil Spirits (1693)
- A Further Account of the Tryals of the New-England Witches (1693)
- Angelographia, or, A Discourse concerning the Nature and Power of the Holy Angels (1696)
- The Order of the Gospel, Professed and Practised by the Churches of Christ in New-England (1700)
- The Blessed Hope, and the Glorious Appearing of the Great God our Saviour, Jesus Christ (1701)
- Ichabod: or, The Glory Departing (1702)
- Soul-saving Gospel Truths (1703)
- A Discourse concerning Earthquakes (1706)
- A Dissertation concerning the Future Conversion of the Jewish Nation (1709)
- Meditations on the Glory of the Heavenly World (1711)
- A Disquisition concerning Ecclesiastical Councils (1716)

## Darstellung im Film
In der US-amerikanischen Serie Salem wird Mather von dem Schauspieler Stephen Lang gemimt.